# Revolution 9
"Revolution 9" (Lennon/McCartney) är en låt utgiven av The Beatles på albumet The Beatles (även kallat The White Album) 1968.

## Låten och inspelningen
John Lennon hade fått benägen hjälp av Yoko Ono redan då han i slutet av maj och början av juni 1968 försökte färdigställa ett slags crescendo till låten Revolution. Denna massa av ljud klippte han emellertid bort och använde i ett annat stycke, som blev ”Revolution 9”. Lennon hade försökt med flera versioner däremellan och troligen var detta helt enkelt nionde försöket. Detta är den mest extrema av de tre låtar med titeln ”Revolution” som Beatles släpptes 1968 och är egentligen enbart ett ljudkollage som Lennon sammanställde med hjälp av Ono och George Harrison. En röst från en serie testspelningar från Royal Academy of Music inleder med den upprepade frasen ”Number nine” och i övrigt förekommer sönderhackade operor, musikaler, stycken av Beatles egen musik samt ljud från Vietnamdemonstrationer. 
Mot slutet är det troligen George som räknar upp musikstilar och Ono säger precis på slutet ”You Become Naked”. Lennon arbetade med detta kollage i Studio 3 (medan Paul McCartney bland annat spelade in Blackbird i studio 2) under fem dagar (6, 10, 11, 20 och 21 juni 1968). Paul hade synpunkter på att låten skulle komma med på nästa LP vilket dock inte berodde på konservativ läggning. Tvärtom att Paul hade spelat in stycket ”Carnival of Light”, även detta ett ljudkollage, redan i början av 1967 men hade dock inte krävt att det skulle komma med på någon inspelning med Beatles. I övrigt lär han även ha tyckt att Lennons val av ljudkällor gjorde stycket onödigt dystert även om han i övrigt ansåg det intressant. Det kom emellertid med på LP:n The Beatles, som utgavs i England och USA 22 november respektive 25 november 1968.